# Černý vdovec
Černý vdovec (v anglickém originále Black Widower) je 21. díl 3. řady (celkem 56.) amerického animovaného seriálu Simpsonovi. Scénář napsal Jon Vitti a díl režíroval David Silverman. V USA měl premiéru dne 9. dubna 1992 na stanici Fox Broadcasting Company a v Česku byl poprvé vysílán 15. dubna 1994 na stanici ČT1.

## Děj
Simpsonovi se chystají na večeři se Selmou a jejím tajemným novým přítelem, který se ukáže jako propuštěný Levák Bob. Během večeře Bob prozradí, že když byl ve vězení, začal v sobě hromadit nenávist a touhu zabít Barta za to, že odhalil jeho zločin, kterým bylo falešné obvinění Šáši Krustyho z dílu Je Šáša vinen?, a začal plánovat pomstu. Když však dostal Selminu odpověď na svůj inzerát, zamiloval se do ní a inspiroval se k tomu, aby se stal vzorným vězněm, čímž si vysloužil předčasné propuštění. 
Bob požádá Selmu o ruku a ona nabídku přijme. Objeví se na telemaratonu Šáši Krustyho a usmíří se. Líza nabádá Barta, aby Bobovi odpustil, ale ten odmítá uvěřit, že se napravil. Když Selma zjistí, že Bob nesnáší jejího milovaného MacGyvera, svatba je téměř zrušena, dokud Bob nepřijme Homerův návrh, aby se na něj Selma dívala sama, zatímco on se půjde projít. 
Selma odhalí, že po nehodě nemá čich ani chuť, omezila cigarety a kouří jen po jídle a epizodách MacGyvera. Posléze pošle Simpsonovým nahrávku z jejich líbánek, na které je zachycena Bobova tiráda kvůli absenci plynového krbu v jejich hotelovém pokoji. Při sledování MacGyvera si Bart uvědomí, že Selmě zbývá hodina života, a neúspěšně se to snaží vysvětlit Homerovi (přičemž Marge to okamžitě pochopí). Poté Simpsonovi spěchají do hotelového pokoje. 
Když Selma odejde sama sledovat MacGyvera, její hotelový pokoj exploduje. Bob se vrátí a očekává, že Selma je mrtvá, ale nic se jí nestane a Simpsonovi a policie Boba zadrží. Bart vysvětluje, jak odhalil Bobův plán: Bob otevřel plynový ventil v hotelovém pokoji, protože věděl, že Selma únik neucítí. Odešel, zatímco ona sledovala MacGyvera, protože věděl, že si poté zapálí cigaretu a způsobí výbuch. Přestože Bart spiknutí zmařil, náčelník Wiggum po vykouření oslavného doutníku roztržitě hodil do pokoje sirku a způsobil výbuch. Bob, který opět přísahá Bartovi pomstu, je odveden policií. Zatímco Selma si vyčítá, že se málem nechala zabít, Marge chválí Barta za to, že zmařil Bobovo spiknutí a neztratil vůči němu nedůvěru.

## Produkce
Díl napsal Jon Vitti a režíroval jej David Silverman. Štáb chtěl epizodu, která by obsahovala záhadu, a tak výkonný producent Sam Simon oslovil Thomase Chastaina, šéfa organizace Mystery Writers of America, aby mu pomohl záhadu zkonstruovat. Do scénáře byla vložena řada vodítek vedoucích k odhalení na konci, aby diváci byli schopni záhadu vyřešit sami. Při psaní epizody měli autoři na zřeteli získání ceny Edgar Award, kterou uděluje organizace Mystery Writers of America nejlepšímu mysterióznímu románu v tištěné, televizní a filmové podobě vydanému nebo vyprodukovanému v uplynulém roce. Navzdory jejich snahám nebyl Černý vdovec na Edgar Award nominován.
V epizodě autoři zopakovali premisu Kojota Wilda tím, že se Levák Bob nečekaně vložil do Bartova života a pokusil se ho zabít. Výkonný producent Al Jean přirovnal Bobovu postavu k postavě Kojota Wilda s tím, že oba jsou inteligentní, ale vždy jim to překazí to, co vnímají jako nižší intelekt. Pro epizodu Černý vdovec režisér David Silverman aktualizoval model postavy Boba tak, aby odrážel animaci režiséra Brada Birda. Jeden z Bobových přátel z vězení, který je v epizodě vidět, je Haďák. Příjmení postavy se poprvé objevilo v dílu 2. řady Válka Simpsonových, ale jeho celé jméno bylo poprvé zmíněno až v epizodě Černý vdovec. Scenáristé mu dali jméno Haďák kvůli hadímu tetování na jeho paži a od té doby se postava jmenuje takto.
Černý vdovec byl druhou epizodou, ve které Kelsey Grammer hostoval jako hlas Leváka Boba. Předtím se objevil v epizodě 1. řady Je Šáša vinen?, ve které Bart nechá Boba odsoudit do vězení za to, že na Krustyho hodil ozbrojenou loupež. Grammer původně očekával, že Boba namluví v jednorázové roli, ale postava byla natolik úžasná, že se k ní vrátil. Levák Bob se nakonec stal jednou z nejoblíbenějších rolí, které kdy Grammer hrál, a Bob se stal stálou postavou seriálu. Grammer svůj hlas Boba zakládá na divadelním herci a režisérovi Ellisi Rabbovi. Kdysi pracoval pro Rabba, jehož „naříkavé tóny se staly základem pro Leváka Boba“.

## Kulturní odkazy
Epizoda začíná tím, že rodina, kromě Marge, sleduje v televizi parodii na seriál Dinosaurus. Zaměstnanci si mysleli, že Dinosaurus je napodobeninou Simpsonových, a tak Bart v jednu chvíli zvolá: „Je to, jako by viděli naše životy a přenesli je přímo na obrazovku,“ a ukáže na televizní obrazovku. Než Simpsonovým prozradí, že Selmin nový přítel je Bob, Patty řekne, že je na něm něco „znepokojivého“, což má za následek, že si ho Líza představí jako sloního muže. Když Bob vzpomíná na svůj pobyt ve vězení, objeví se scéna s ním, jak sbírá odpadky u silnice, což odkazuje na film Frajer Luke. Hudba ve scéně je také odkazem na soundtrack k tomuto filmu. Bob také vzpomíná na to, jak získal cenu Daytime Emmy v kategorii nejlepší herec ve vedlejší roli v dětském pořadu. V dopisech, které Selma píše Leváku Bobovi, o něm mluví pod jeho vězeňským číslem 24601, což je číslo vězně Jeana Valjeana v románu Bídníci. Karaoke píseň, kterou Selma a Levák Bob zpívají jako montáž, je duet Franka a Nancy Sinatrových „Somethin' Stupid“. Setkání Krustyho a Boba na telethonu je odkazem na překvapivé setkání bývalých komediálních partnerů Jerryho Lewise a Deana Martina na telethonu v 70. letech. V logu telethonu je karikatura Krustyho ve stylu Ala Hirschfelda.
Černý vdovec byl druhou epizodou, ve které se objevila posedlost Patty a Selmy postavou Anguse MacGyvera z televizního pořadu MacGyver, která se stala opakovaným vtipem v Simpsonových. Když se Levák Bob jde podívat do pokoje na Selminu mrtvolu, otočí se kolem židle, aby na ní uviděl sedět Barta. Bob se otočí a uvidí Selmu ve dveřích. Tyto záběry, od otočení židle Bobem až po Selmu ve dveřích, jsou odkazem na závěr filmu Psycho. Hudba ve scéně, kterou napsal skladatel Alf Clausen, je také odkazem na Psycho. V Bartově převyprávění příběhu na konci epizody Homer vykřikne „Na Simpsonmobil!“, což je odkaz na Batmanův batmobil.

## Přijetí
V původním americkém vysílání se díl umístil v týdnu od 6. do 12. dubna 1992 na 39. místě v žebříčku sledovanosti agentury Nielsen, čímž se Simpsonovi stali třetím nejsledovanějším seriálem stanice Fox v tomto týdnu, hned po seriálech Ženatý se závazky a In Living Color.
Warren Martyn v knize I Can't Believe It's a Bigger and Better Updated Unofficial Simpsons Guide napsal, že epizodu považuje za „úžasnou podívanou“, přičemž ocenil zejména Grammerovu práci a líbil se mu také gag s dinosaury a Bobova reakce na MacGyvera, o nichž poznamenal, že „dělají z celé věci skvělou zábavu“. Bill Gibron z DVD Verdict ohodnotil díl 97 % a považoval jej za „nadčasovou lahůdku“ kvůli vystoupení Leváka Boba, přičemž jej označil za „vynikající od začátku do konce“.
Nate Meyers z webu Digitally Obsessed ohodnotil díl známkou 3 z 5. Epizoda podle něj „není silným vstupem do seriálu“ a poznamenal, že „milostný příběh mezi Bobem a Selmou se nikdy neodehrává tak dobře, jak by měl“. Colin Jacobson z DVD Movie Guide poznamenal, že pozdější díly Simpsonových jsou obvykle méně kvalitní než epizody, které se objevily dříve v řadě, a to kvůli „všeobecné únavě a tlaku na tvorbu tolika programů“. Nicméně Černý vdovec podle něj představuje výjimku a poznamenal, že většina epizod, v nichž vystupuje Levák Bob, zřídkakdy zklame.
Hock Guan Teh z DVD Town ocenil Grammerův výkon v roli Leváka Boba v této epizodě a řekl, že se nemohl „přenést přes Bobův zlý a zákeřný tón hlasu, to vše podané pseudoanglofilním přízvukem“.